# Олаф Ферстер
Олаф Ферстер (нім. Olaf Förster, 2 листопада 1962) — німецький академічний веслувальник.
Олімпійський чемпіон 1988 року в складі розпашної четвірки без стернового.
Чемпіон світу 1987, 1989 років у складі розпашної четвірки без стернового, бронзовий призер 1985 (розпашні четвірки без стернового), 1986 (розпашні двійки зі стерновим), 1990 (розпашні четвірки без стернового) років.
Срібний призер ігор Дружба-84 у складі розпашної четвірки без стернового.